# Lipce Reymontowskie
Pour la gmina, voir Lipce Reymontowskie (gmina).
Lipce Reymontowskie est un village en Pologne, chef-lieu de la gmina Lipce Reymontowskie.